# Philesturnus
Philesturnus és un gènere d'ocells de la família dels cal·leids (Callaeidae). Inclou dues espècies naturals de Nova Zelanda. El nom de les espècies és conegut amb el de tieke.

## Comportament
Són més grossos que altres ocells insectívors arboris als boscos de Nova Zelanda. Mesuren fins a 25 cm de llargada i poden pesar fins a 75 grams (una mica més que una merla comuna). Esquincen trossos d'escorça dels troncs dels arbres per trobar insectes a sota, que després ingereixen amb el bec que és més aviat curt, robust i inusualment fort. També s'alimenten de fullaraca. Tanmateix, la dieta no és estrictament insectívora: s'han observat menjant fruita i bevent nèctar. Igual que el parent proper, els kòkako, són voladors maldestres i majoritàriament salten de branca a branca tot i que poden volar distàncies curtes.
En l'aspecte territorial, mostren un comportament antagònic en aquest sentit en tres nivells d'intensitat, cantant a l'alba per marcar territori, fent mostres d'amenaça, que poden incloure moviments del cap, ventalls de la cua i refilades (durant el qual es dilaten les barbetes). Quan es produeix un desafiament directe en el territori d'un ocell, es poden produir baralles. Són sorollosos i desafiants.
Nien als epífits, a les capçades de falgueres i als forats dels troncs dels arbres. Tenen tendència a niar a prop del terra, i els pollets abandonen el niu saltant d'una manera típicament sorollosa per incrementar la força de les ales.

## Els tieke i l'home

### Lloc a la cultura maori
Tradicionalment, els tiekes ocupaven un lloc important en els sistemes de creences maoris: els reclams eren vists com a bons auguris quan venien de la dreta, i dolents si de l'esquerra. La naturalesa descarada es reflecteix a la llegenda maorí que explica com els ocells van adquirir el distintiu dors de color castany. Encara amb forces després de la batalla per atrapar el sol, un Māui assedegat (un semidéu virtual en el folklore maorí) va demanar al tieke que li portés aigua. L'ocell va fer veure grollerament que no escoltava la petició, i en Māui, enfadat, el va agafar amb la mà encara ardent, deixant una marca marró a l'esquena.

### Decadència, conservació i recuperació actuals
El comportament reproductor (niu a prop del sòl i cries que salten sorolloses al terra) els fa especialment vulnerables a la depredació dels mamífers introduïts, inclosos els mustèlids i les rates dels vaixells. Això va provocar que ambdues espècies desapareguessin ràpidament del continent de Nova Zelanda. A principis del segle xx, ambdues espècies estaven restringides a una illa respectivament; a l'extrem nord, Hen Island a Northland, i a l'extrem sud, Taukihepa / Big South Cape Island davant de Stewart Island / Rakiura.
Les rates van arribar a l'illa Big South Cape l'any 1963, introduïdes accidentalment al escapar-se dels vaixells. Una ràpida operació de rescat del Servei de Vida Silvestre de Nova Zelanda (ara Departament de Conservació) amb prou feines va salvar l'espècie de l'extinció, mentre que la depredació de les rates aviat va condemnar a l'extinció les poblacions locals de la becada de l'illa del Sud i ratpenat cuacurt gros de Nova Zelanda.
Des d'aleshores, els tiekes s'han traslladat a les reserves naturals insulars de Nova Zelanda i també a santuaris tancats continentals. Des del 2015 aproximadament, s'han confirmat albiraments esporàdics i evidències de cria a la reserva de Polhill, veïna del santuari de fauna tancat de Zealandia. Aquests han estat els primers albiraments a terra ferma de Nova Zelanda des que l'ocell va ser declarat extingit a terra ferma el 1910.

## Taxonomia
El gènere Philesturnus va ser introduït el 1832 pel zoòleg francès Isidore Geoffroy Saint-Hilaire per donar cabuda a una sola espècie, l'espècie tieke de l'illa del Sud, que és, per tant, l'espècie tipus. El nom maori, «tīeke», és onomatopeic i prové d'una dels reclams de l'espècie: «ti-e-ke-ke-ke-ke» i el científic combina el gènere Philedon i el gènere dels estornells Sturnus.
Sembla que són un romanent d'una expansió primerenca de passeriformes a Nova Zelanda, i són dos dels cinc ocells de la família Callaeidae, els altres són l'extint huïa, el kòkako de l'illa del Nord en perill d'extinció i el possiblement extingit kòkako de l'illa del Sud. Només tenen un parent proper: el hihi.
Segons la Classificació del Congrés Ornitològic Internacional (versió 15.1, 2025) aquest gènere està format per dues espècies:
- Philesturnus rufusater - tieke de l'illa del Nord.
- Philesturnus carunculatus - tieke de l'illa del Sud.